# Embrasse l'ours et porte-le dans la montagne
Embrasse l'ours et porte-le dans la montagne est un roman français de Marc Graciano publié par les éditions José Corti en 2019.

## Trame narrative
Le récit accompagne un individu animal ours(e) pendant une année (ou plutôt davantage) dans sa vie animale sauvage, puis dans ses relations domestiquées avec les êtres humains, quelque part sans doute en Europe centrale, au Moyen Âge.

## Table
- p. 7 : Les montagniers
- p. 11 : La Dame
- p. 19 : Le promontoire
- p. 25 : La faim-valle
- p. 35 : La tanière
- p. 43 : La capture
- p. 51 : Les oursaillers
- p. 61 : La paix du soir
- p. 69 : Les funérailles
- p. 73 : Les chasseurs
- p. 79 : Le combat
- p. 89 : Le loutier
- p. 99 : En famille
- p. 107 : Dans la sylve
- p. 119 : Le spectacle
- p. 127 : Le sermon
- p. 135 : L'arrestation
- p. 143 : Le bivouac
- p. 151 : La fugue
- p. 171 : La danse

## Personnages
Le personnage principal est La Dame, ou La Grande Ourse, qui, pendant son hivernation, emporte le soleil dans sa tanière, pour mieux le ramener au printemps, donc objet de crainte et de vénération. Une légende en fait la grand-mère des montagniers, par ses deux fils glabres, redressés, doués de parole, et pour cela même exclus de la vie animale et familiale. Le promontoire est son poste d'observation, en ses hauteurs sylvestres, d'où elle perçoit les bruits humains (bûcheronnage, forge banale), les odeurs de fumée, la vie de la vallée, la rivière, le village de plaques de schiste, le pont, la cluse, le château. Après un automne chaud, elle se gave : faînes, glands, châtaignes, noix, pommes, charognes, dont les cadavres emmêlés de deux cerfs (à partager avec des loups cerviers), saumons, chiens errants, mais aussi miel de riches et brebis. Elle s'installe pour son hivernation dans son repaire sylvestre (tanière, bauge, cavité, caverne). Après un très long hiver, où elle faonna deux petits êtres hideux et maladifs (p. 37), vidée, elle redécouvre les plaisirs du printemps : ail des ours, coq de bruyère, fourmilières, merises.
Les montagniers sont les montagnards, habitants du village, à la fois agriculteurs, éleveurs, apiculteurs et sujets du seigneur, auquel ils font appel en cas de déprédations trop importantes.
Le loutier est un louvetier, ici un chasseur réputé, indépendant, qui poursuit une ourse adulte à son mieux. Il est parfois considéré comme un sorcier. Dans sa cache, en affût total durant trois jours, il se rend invisible, imperceptible par l'ourse ainsi que par toute bête de la sylve (geai, mulot...), avec ses vêtements de peau, son maquillage de suie, sa toque de fourrure, les branches et branchages.
Les oursaillers sont des montreurs d'ours (Ursari), une troupe de baladins, qui proposent de village en village leur spectacle, avec musique, danse, ours, chèvre, bouc, renarde, sur sauf-conduit du seigneur local. Torse nu, peau brune, cheveux longs et bruns, ils portent des habits bariolés, des bijoux en or massif, et leur char bâché, tiré par une jument (suivie par son poulain), tire leurs hardes, leurs poules et leurs chaudrons tintinnabulant. Le narrateur les accompagne au campement à la rivière, le maître à l'enclume portative, l'aïeule aveugle aux chaudrons, l'aïeul au fifre, la petite fille à la danse, et la toute petite au berceau. Ils font à leur vieil ours fatigué, avec collier et muselière, mais le plus souvent en marche libre, de nobles funérailles : préparatifs, bûcher, dispersion des cendres, falots sur des écorces de bouleau.

## Progression
Le louvetier s'est contenté d'ensacher le plus robuste des deux oursons. Les cheveux extraordinairement longs et blonds, les yeux si pâles qu'ils en devenaient inquiétants (p. 92), il visite la troupe nomade, dépose au sol son épée, arme superfétatoire, et il dit ce dernier mot savant sans sa soucier de la compréhension de ceux qui l'écoutaient en auraient (p. 94), et leur en fait don : il savait qu'ils s'en occuperaient avec amitié et respect, et, même, avec fraternité (p. 97).
Pendant ce temps, en raison des dégâts causés à l'automne, sur une sente scabreuse, une chasse s'est mise en place, de démonstration et d'apparat plus qu'une traque véritable (p. 75) : seigneur, porte-lance, trois porte-pique, meneur de six mâtins, trois porteurs montagniers. Le combat est épique.
L'ourson est élevé au sein par la femme de la troupe, avec la nouveau-née, et l'ourson veillait aussi à ne dent trop mordiller le sein de la jeune mère, bien précautionneusement à n'aucunement la griffer et l'injurier (p. 100). Il peut désormais participer aux spectacles. Suite à l'illustre combat, l'évêque lance l'anathème sur les ours, et une armée miniature (chevaux-légers, bouvier-aiguilleur, seigneur, gens d'armes) s'empare de l'ours de la troupe des baladins, désormais encagé, ferré, muselé, moqué.
Lors d'un bivouac, la sœur de lait fait jouer son couteau, libère son frère de lait, et ils partent tous deux, là-bas, au promontoire. Leur danse est aussi sexuelle, et l'hivernation commence.

## Style
Chaque chapitre est constitué d'un petit nombre de paragraphes. Chaque paragraphe est une longue phrase, sans point-virgule ni parenthèse ni tiret, presque sans subordination, de dix à soixante lignes, soit 60 à 400 mots, avec juxtaposition et coordination (et..., puis..., plus tard...).
Le texte est principalement descriptif, à la troisième personne, aux temps du passé (imparfait et passé simple).
Le vocabulaire est souvent spécialisé pour évoquer des relations, des individus ou des objets d'une époque révolue. Les termes et usages sont inusités, exotiques, et justes. « au milieu d'un chablis créé antan par une vimaire estivale » (p. 30).
Un exemple serait l'usage important d'adverbes rares (parfois hapax ?) en -ment : nouvellement, difficultueusement, étonnamment, niaiseusement, grandement, véhémentement, imparablement, mêmement, émerveillablement (p. 22).
Le texte fait penser parfois à Jacques de Voragine, à Rabelais, à Pierre Michon, il renvoie surtout aux autres récits de Marc Graciano.

## Éditions
- 2019, avril : Embrasse l'ours et porte-le dans la montagne, Éditions José Corti,  (ISBN 978-2-7143-1224-2)

## Réception
Les premières recensions francophones européennes sont bonnes.